# 397 (szám)
A 397 (római számmal: CCCXCVII) egy természetes szám, prímszám.

## A szám a matematikában
A tízes számrendszerbeli 397-es a kettes számrendszerben 110001101, a nyolcas számrendszerben 615, a tizenhatos számrendszerben 18D alakban írható fel.
A 397 páratlan szám, prímszám. Pillai-prím. Normálalakban a 3,97 · 102 szorzattal írható fel.
Első típusú köbös prím.
Középpontos hatszögszám.
A 397 négyzete 157 609, köbe 62 570 773, négyzetgyöke 19,92486, köbgyöke 7,34960, reciproka 0,0025189. A 397 egység sugarú kör kerülete 2494,42457 egység, területe 495 143,27654 területegység; a 397 egység sugarú gömb térfogata 262 095 841,0 térfogategység.
A 397 helyen az Euler-függvény helyettesítési értéke 396, a Möbius-függvényé −1.